# Флаг Химок
Флаг муниципального образования городской округ Химки Московской области Российской Федерации — опознавательно-правовой знак, служащий официальным символом муниципального образования.
Флаг утверждён 2 сентября 2004, как флаг муниципального образования «Химкинский район Московской области», и внесён в Государственный геральдический регистр Российской Федерации с присвоением регистрационного номера 1508. После муниципальной реформы 2006 года муниципальное образование «Химкинский район Московской области» было преобразовано в городской округ Химки. В наименование флага изменений внесено не было.
Флаг муниципального образования «Химкинский район Московской области» составлен на основании герба Химкинского района, по правилам и соответствующим традициям вексиллологии, и отражает исторические, культурные, социально-экономические, национальные и иные местные традиции.

## Описание
«Флаг Химкинского района представляет собой прямоугольное полотнище с отношением ширины к длине 2:3, разделённое по диагонали; при этом косая линия деления разделяет верхний и нижний края полотнища в соотношении 5:1. В чёрной части полотнища — фигуры из герба, изображённые жёлтым цветом — крылатый кентавр и семь звёзд».

## Символика
Кентавр со времён вавилонской и Египетской культур символизирует единение разума человека и мощи природных сил, стремящихся к познанию неведомого и преодолению преград. Был широко использован в греческой античной литературе, а из неё перешёл в русскую с принятием христианства. На флаге Химок крылатый Кентавр — Стрелец, устремлённый вверх в окружении жёлтых звёзд, символизирует освоение космоса, что соответствует истории рождения города, возникшего вместе с предприятиями авиационно-космического комплекса. Именно в Химках родились и руками химчан были осуществлены многие космические проекты. Линия, разделяющая флаг на две части подчёркивает положение Химок как города с одной стороны граничащего с Москвой, а с другой стороны с Московской областью.
Чёрный цвет поля соответствует в геральдике цвету космоса и дополняет содержание флага.
Жёлтый цвет (золото) — это цвет солнца, символ разума, справедливости, богатства и великодушия, знак земного и небесного величия.